# 圣卡尔内
圣卡尔内（法語：Saint-Carné，法語發音：[sɛ̃ kaʁne]）是法国阿摩尔滨海省的一个市镇，位于该省东部，属于迪南区。

## 地理
圣卡尔内（48°24'57"N, 2°3'56"W）面积8.36 平方千米，位于法国布列塔尼大區阿摩尔滨海省，该省份为法国西北部沿海省份，位于布列塔尼半岛北部，北濒大西洋英吉利海峡，西接菲尼斯泰尔省，南至莫尔比昂省，东临伊勒-维莱讷省。
与圣卡尔内接壤的市镇（或旧市镇、城区）包括：博比塔勒、卡洛尔冈、朗瓦莱、特雷利旺、特雷夫龙、迪南。

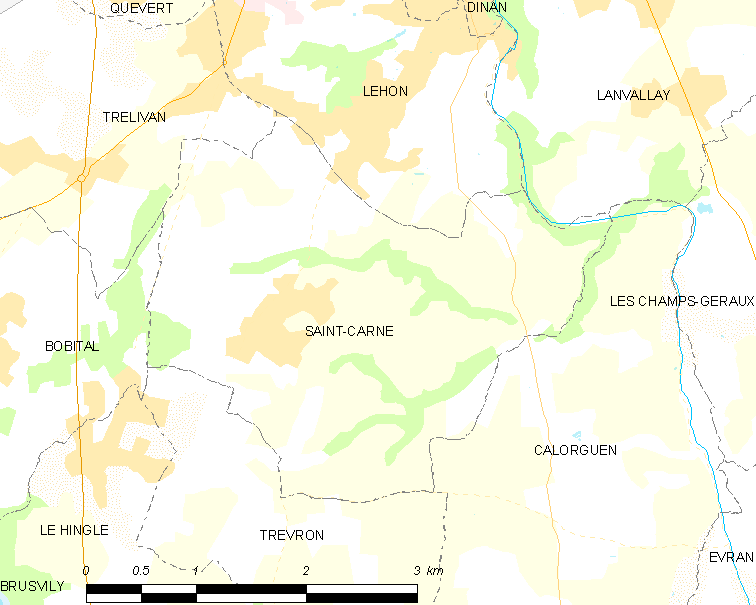
圣卡尔内的OSM定位图

圣卡尔内的时区为UTC+01:00、UTC+02:00（夏令时）。

## 行政
圣卡尔内的邮政编码为22100，INSEE市镇编码为22280。

## 政治
圣卡尔内所属的省级选区为朗瓦莱县。

## 人口

1962-2008年间圣卡尔内人口变化图示

圣卡尔内于2022年1月1日时的人口数量为1140人。